# Казапула
Казапу̀ла (на италиански: Casapulla; на неаполитански: Casapull', Казапулъ) е градче и община в Южна Италия, провинция Казерта, регион Кампания. Разположено е на 46 m надморска височина. Населението на общината е 8622 души (към 2010 г.).